# Itiruçu
Itiruçu este un oraș în statul Bahia (BA) din Brazilia.